# Alain Teixidor
Pas d'image ? Cliquez ici

a Compétitions nationales et continentales officielles uniquement.

Alain Teixidor, né le 28 mars 1952 à Perpignan (Pyrénées-Orientales), est un ancien joueur et entraîneur de rugby à XV français.

## Biographie
Alain Teixidor commence le rugby à l'USA Perpignan, puis joue pour d'autres clubs catalans. Il entreprend ensuite une carrière d'entraîneur, notamment avec Perpignan, Trévise, Narbonne et Toulon,,. Il termine ensuite sa carrière d'entraîneur au niveau amateur avec le Céret sportif, puis l'ES Catalane,.

## Parcours

### Joueur
- 1973-1974 : USAP (Groupe A)
- 1974-1977 : Rivesaltes (2e Division)
- 1977-1983 : Union sportive thuirinoise (Groupe A)

### Entraineur
- 1995-2000 : USAP (Groupe A)
- 2000-2002 : Benetton Rugby Trévise
- 2002-01/2004 : Racing Club narbonnais (Top 16)
- 01/2006-10/2006 : Rugby club toulonnais (Top 14)
- 2008-2009 : Céret sportif (Fédérale 2)
- 2011-01/2013 : Étoile sportive catalane (Fédérale 2)

## Palmarès
- Vice-Champion de France de 1998
- Vainqueur du Championnat d'Italie 2001